# Стежка хіпі

Маршрути Стежки Хіпі

Стежка хіпі (англ. hippie trail; також англ. the overland) — назва мережі наземних доріг, якими подорожували представники субкультури хіпі в період із середини 1960-х років до кінця 1970-х між Європою та Південною Азією. Метою подорожей були насамперед відвідування Пакистану, Індії, Непалу та Шрі-Ланки. Стежка хіпі являла собою альтернативний туризм, при якому подорожі проводилося на мінімальному бюджеті, проводячи тривалий час у поїздці далеко від дому. Стежку хіпі протиставляли престижним подорожам типу Kangaroo Route. Пізніше, вже після припинення наземних поїздок стежкою хіпі зберігся стиль вільних подорожей та інфраструктура недорогих стоянок та курортів, що приваблюють масових туристів з усього світу. Виникали також цілі поселення та колонії хіпі, в яких туристи затримувалися на тривалий час чи намагалися жити постійно.
Подорожі Стежкою хіпі здебільшого припинилися наприкінці 1970-х років через Ісламську революцію в Ірані, що призвела до приходу до влади антизахідного уряду, та радянське вторгнення в Афганістан, яке закрило цей шлях для західних мандрівників.